# Karl von Tegetthoff
baron Karl von Tegetthoff (Wilhelm Joseph Franz Seraph Gabriel von Tegetthoff), avstrijsko-cesarski in avstro-ogrski mornariški častnik in podmaršal,* 27. december 1826, Maribor, tedaj Avstrijsko cesarstvo, † 30. maj 1881, Lienz.
Karl Tegetthoff je dosegel zelo uspešno vojaško kariero, kot njegov mlajši brat admiral Wilhelma, in imel ob upokojitvi čin feldmaršallajtnanta, boril se je v vojnah 1848/49, 1859, 1899 in sodeloval pri zasedbi Bosne in Hercegovine leta 1878.

## Otroštvo in šolanje
Karl von Tegetthoff, je bil rojen v Mariboru, na Štajerskem, očetu baronu Karlu von Tegetthoffu, pehotnem častniku in materi Leopoldini, roj. Czermak, ki je bila češka Nemka.
Sprva je za izobrazbo malega Karla skrbel eden od učiteljev deškega vzgajališča 47. pehotnega polka, po končani normalki je v letih 1836–39 obiskoval mariborsko gimnazijo, v letih  1838–44 pa avstrijsko vojaško akademijo v Dunajskem Novem mestu (Wiener Neustadt) in 30. Septembra 1844 postal podporočnik.

## Vojaška kariera
Karl je kot pehotni častnik redno napredoval: 1845 je bil poročnik, 1848 nadporočnik, 1851 stotnik 2. razreda, 1853 stotnik 1. razreda, 1859 major, 1864 podpolkovnik, 1866 polkovnik, 1873 generalmajor in 1878 končno še podmaršal ali feldmaršallajtnant. V letu revolucije 1848 je bil poročnik Karl marca v Italiji, najprej kot poveljnik čete, nato pa kot divizijski adjutant pri knezu Schwarzenbergu. Uspešno se je udeležil pouličnih bojev v Milanu, julija pa bitke pri Custozzi, v Kateri je maršal Josef Radetzky premagal piemontskega kralja Karla Alberta. V tej bitki so se borili tudi številni Slovenci. Naslednjega leta se je Karl izkazal pri obleganju Ancone in v bojih pri Bologni. Napredoval je v nadporočnika.  Čez deset let, ko je Karel imel čin majorja, je bil spet na bojnem polju v Italiji v bitki pri Solferinu. Leta 1860 pa je kot polkovnik bil udeleženec bitke pri Hradcu Kralovem ali Königgrätzu. Karlova zadnja vojaška operacija v kateri je sodeloval je bila leta 1878 zasedba Bosne in Hercegovine. Marca 1878 je bil komandant 6. pehotne divizije. Del te divizije sta bila rezervna polka št. 7 in 47, v katerih so bili slovenski vojaki. Ta divizija je bila del 13. armadnega zbora, ki mu je poveljeval maršal Josip Filipovič. Karl von Tegetthoff se je posebej izkazal v spopadih pri Maglaju, Kaknju, Žepčah, Visokem in avgusta 1878 v Sarajevu. Enako velja za boje v septembru na Romaniji. 

## Bolezen in smrt
Po 36 letih oficirske službe je bil Karl 1. novembra 1880 na lastno željo upokojen. Istočasno je bil imenovan tudi za tajnega svetnika in pri imenovanju mu je bilo spregledano plačilo takse. Pokoja pa ni dolgo užival, saj so ga v zgodnjih jutranjih urah 30. maja 1881 našli ustreljenega na železniškem kolodvoru v Lienzu.  Komisija je ugotovila, da se je zaradi neozdravljive bolezni sam ustrelil. Tegetthoffove posmrtne ostanke so prenesli v družinski grob na pokopališču St. Leonhard v Gradcu. Mati Leopoldina je tako pokopala vse tri sinove in umrla 26. septembra 1883.

## Odlikovanja in nagrade
Karl von Teggethoff je bil udeleženec vseh vojn Avstrije med leti 1848 in 1878. Aprila 1850 je bil za zasluge v bojih v Bologni in Anconi odlikovan s križcem za vojaške zasluge. Za delovanje na bojišču Bosne in Hercegovine je bil odlikovan s komandantskim križem Leopoldovega reda z vojnim okrasjem. Dobil je tudi vatikansko odlikovanje viteški križec papeževega reda sv. Silvestra.